# Armes combinades

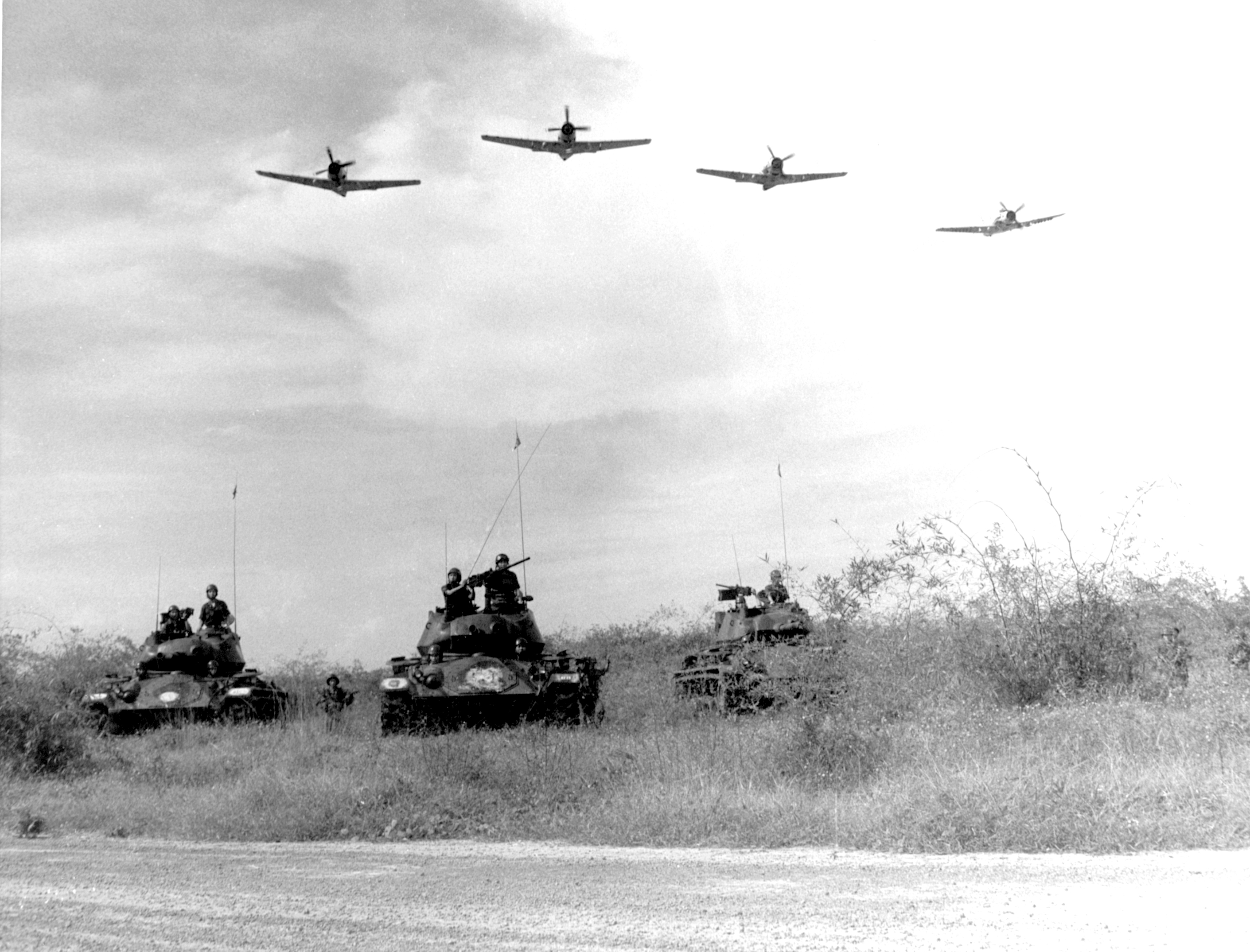
Els avions Douglas A-1 Skyraider sobrevolen els tancs i les tropes terrestres survietnamites, el 21 de novembre de 1963, durant unes maniobres militars, al Vietnam del Sud.

Les armes combinades és una aproximació a la guerra que busca integrar les diferents armes de combat d'una força militar per aconseguir efectes mútuament complementaris (per exemple, usant infanteria i blindats en un ambient urbà, on una recolza l'altra, o totes dues es recolzen mútuament). La doctrina d'armes combinades es contrasta amb les armes segregades on cada unitat militar està composta únicament de només un soldat o sistema d'armes. Les armes segregades és el mètode tradicional d'organització d'unitat o força, emprada per proporcionar màxima cohesió d'unitat i concentració de força en un tipus específic darma o unitat.
Encara que les unitats dels esglaons inferiors de l'equip d'armes combinades poden ser de tipus similars, una barreja equilibrada d'aquestes unitats són combinades en una unitat d'escaló superior efectiva, ja sigui formalment en una taula d'organització o informalment en una solució ad hoc a un problema del camp de batalla. Per exemple, una divisió cuirassada -el modern paràgraf de la doctrina d'armes combinades- consisteix en una barreja d'infanteria, tancs, artilleria, reconeixement i potser fins i tot unitats d'helicòpters, tots coordinats i dirigits per una estructura de comandament unificada.
També, gairebé totes les unitats militars modernes poden, si la situació ho requereix, sol·licitar el suport de les altres branques de les forces armades, com ara caces o caces bombarders o forces navals, per assistir a les seves operacions. La barreja d'armes és algunes vegades realitzada a nivells on l'homogeneïtat normalment preval, per exemple, en assignar temporalment una companyia de tancs a un batalló d'infanteria.